# Kemala Jaya
Kemala Jaya is een bestuurslaag in het regentschap Ogan Komering Ulu van de provincie Zuid-Sumatra, Indonesië. Kemala Jaya telt 395 inwoners (volkstelling 2010).